# Fistic
Fisticul (Pistacia vera) este un arbust aparținând genului Pistacia originar din regiunile muntoase ale Greciei, Siriei, Turciei, Iranului, Kîrgîzstanului, Turkmenistanului, Pakistan și Afganistan. Fisticul este cultivat pentru fructele sale care poartă același nume ca și arbustul.

## Valori nutritive ale fisticului
Compoziția fructelor de fistic pentru 100 g
- Proteină 20,6%
- Calciu 135 mg
- Potasiu 1.093 mg
- Fosfor 503 mg
- Magneziu 158 mg
- Carbohidrați 28%
- Zaharuri 28%
- Grăsimi 48%
- Vitamina A 233 U.L
- Alte vitamine: tiamină, riboflavină, niacină.
- Nu conține colesterol.

## Producție mondială

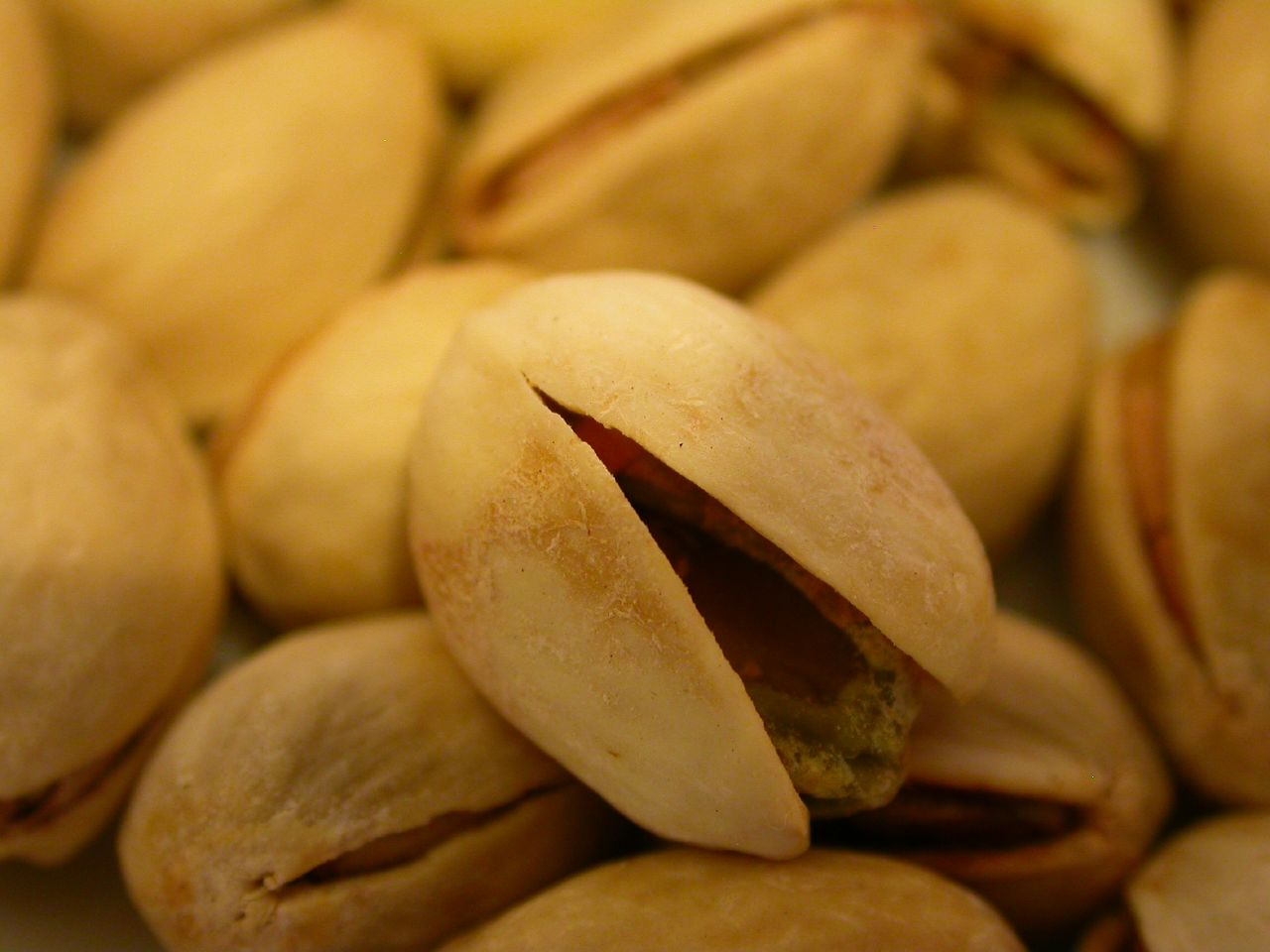
Fistic necojit

Producția de fistic (tone în 2005)